# عزلة الايتمة (تعز)

تعديل مصدري - تعديل

عزلة الايتمة هي إحدى عزل مديرية موزع في محافظة تعز اليمنية ويبلغ تعداد سكانها 2249 نسمة حسب التعداد السكاني في اليمن لعام 2004.

## روابط خارجية
- الجهاز المركزي للإحصاء بالجمهورية اليمنية
- المركز الوطني للمعلومات باليمن
- World Gazetteer:Yemen
- الدليل الشامل